# Здание Управления нефтескладами Западно-Сибирского района
Здание Управления нефтескладами Западно-Сибирского района — двухэтажное кирпичное здание в стиле рационалистического модерна, построенное в 1925 году (по другим данным — в 1910-е годы). Расположено в Центральном районе Новосибирска. Памятник архитектуры регионального значения.

## Описание
Здание построили в 1920-х годах по причине дефицита в городе помещений для представительств различных торговых организаций.
Г-образное в плане здание стоит на бутовых ленточных фундаментах и завершается двускатной щипцово-вальмовой крышей стропильной конструкции с металлической кровлей. Кирпичный цоколь в более поздний период был облицован мрамором. Под зданием находится подвал.
Северный фасад выходит на улицу Горького, восточный — на Серебренниковскую.
В отделке стен использованы материалы разного цвета и фактуры: кирпич, металл, штукатурка.
Наружные стены, включая пилястры, частично выполнены из кирпича «под расшивку».

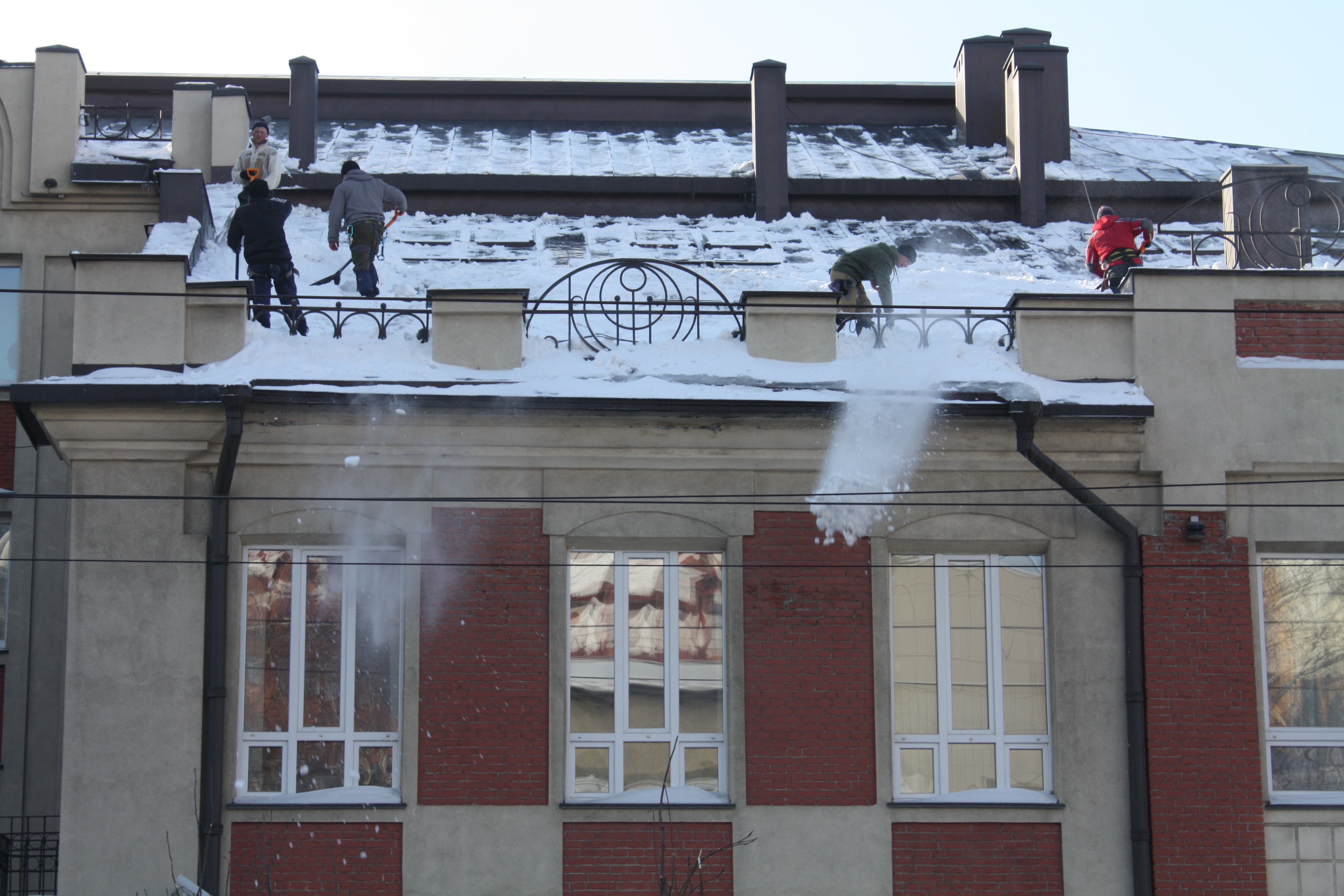

Сочетающаяся с красно-коричневым кирпичом светлая штукатурка использована в обработке оконных обрамлений и некоторых участков стен, декорированных рельефом в виде орнаментального оттиска.
Окна первого этажа завершены рельефно выделенным замковым камнем.
Здание завершается профилированным карнизом, раскрепованным в местах размещения пилястр.
Северный и восточный фасады украшены аттиками и столбиками, между которыми установлены металлические решётки.
Примечательные архитектурные элементы южного фасада — трапецевидный фронтон с полуциркульным окном и поддерживаемый ажурными металлическими кронштейнами балкон с кованным ограждением и деревянным поручнем.
В здании сохранились две оригинальные лестницы с гранитными ступенями, установленными по металлическим косоурам.